# Безгащево
Безгащево или Безгащово (на македонска литературна норма: Безгаштево, Безгаштово) е село в Северна Македония, община Берово.

## География
Селото е разположено в историческата област Малешево, югозападно от Берово.

## История
В XIX век Безгащево е помашко село в Османската империя. В 1906 година потеря от Безгащево участва в убийството на Даме Груев.
След Междусъюзническата война в 1913 година селото попада в Сърбия. Според Димитър Гаджанов Безгащово е рарушено в 1913 година и населението му бяга в Турция.
В 2011 година Северна Македония планира саниране на пътя Русиново – Безгащево.